# Folegandros (gmina)
Folegandros (gr. Δήμος Φολεγάνδρου, Dimos Folegandru) – gmina w Grecji, w administracji zdecentralizowanej Wyspy Egejskie, w regionie Wyspy Egejskie Południowe, w jednostce regionalnej Thira. W jej skład wchodzi między innymi wyspa Folegandros. Siedzibą gminy jest Folegandros. W 2011 roku liczyła 765 mieszkańców.